# Combe (accidente geográfico)

Esquema de las diferentes formas del relieve jurásico, donde se observa una combe.

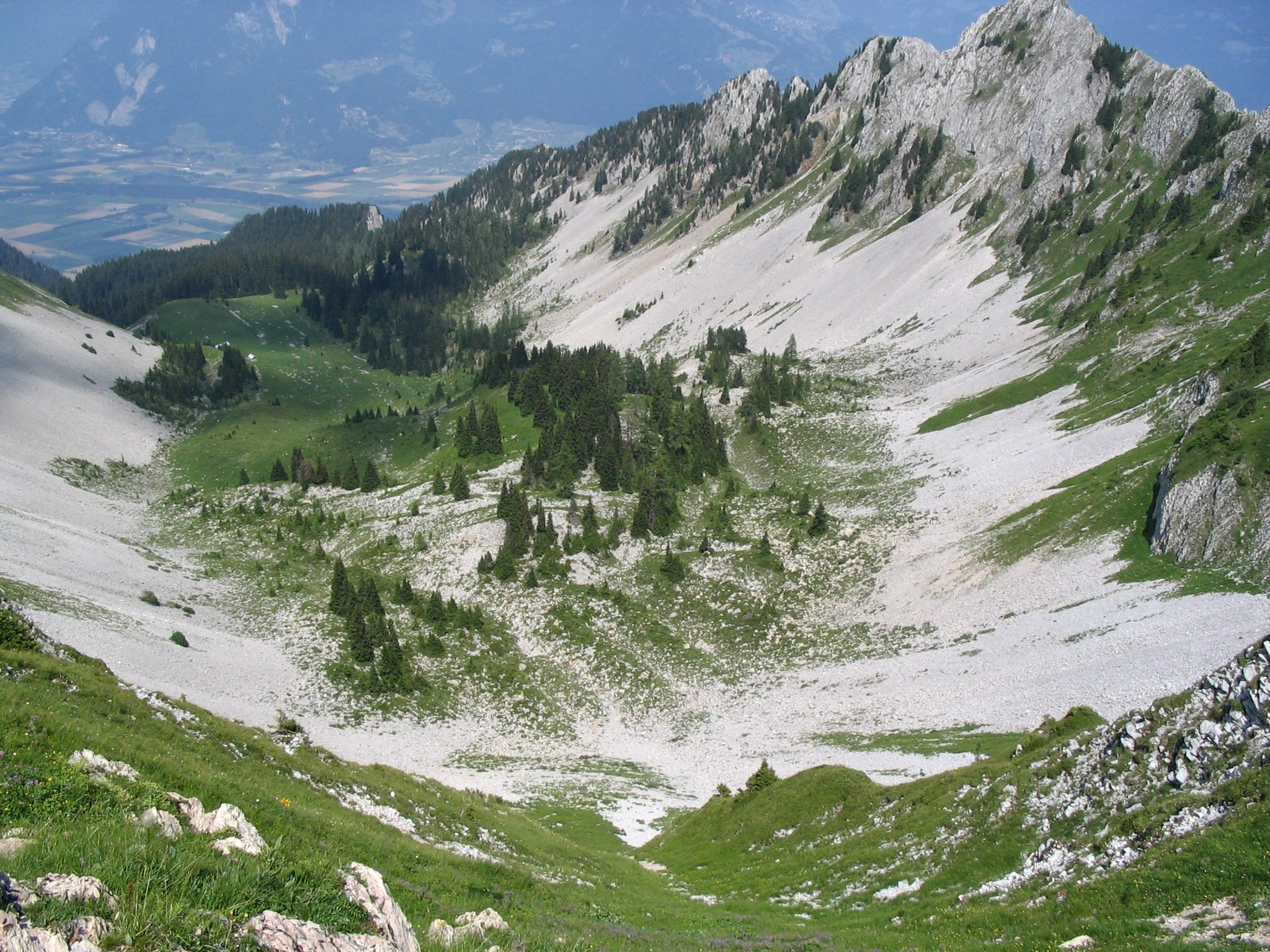
Combe de Dreveneuse en Valais, Suiza.

Una combe es un valle anticlinal formado por la actuación de un agente erosionante (fluvial) en la charnela de un anticlinal (parte más elevada de un pliegue). Es característico de estructuras plegadas, sobre todo en los relieves llamados jurásicos y apalachenses. El origen de las combes puede estar en la coalescencia de varias ruces o en la erosión de las vertientes de una cluse. Cuando una ruz, supera su cuenca de recepción y se une a la de otra ruz, formará un valle anticlinal que dará origen a una combe.
- Datos: Q2985026